# Луч (Владимирська область)
Луч (рос. Луч) — селище у Александровському районі Владимирської області Російської Федерації.
Входить до складу муніципального утворення Андріївське сільське поселення. Населення становить 61 особу (2010).

## Географія
Населений пункт розташований на сході Александровського району.

## Історія
Населений пункт розташований на землях фіно-угорського народу мещери.
Від 10 квітня 1929 року належить до Александровського району. Спочатку у складі Івановської промислової області, а від 1944 року — Владимирської області.
Згідно із законом від 16 травня 2005 року входить до складу муніципального утворення Андріївське сільське поселення. 

## Населення
| 2002 | 2010 |
| ---- | ---- |
| 58   | ↗61  |